# Internet Communications Engine
Internet Communications Engine, или Ice является объектной системой промежуточного слоя (middleware), - брокером объектных запросов, использующим механизм удаленного вызова процедур. Данная система разрабатывается ZeroC и распространяется под двойной лицензией: GNU GPL или коммерческой. Ice продвигается как эффективная и масштабируемая, при этом легкая система для практического применения. Ice поддерживает очень большое количество платформ программирования, включая C++, Java, .NET, Visual Basic, Python, Ruby и PHP.
Технология была создана под влиянием CORBA несколькими влиятельными разработчиками CORBA, включая Michi Henning. Однако Ice намного меньше и проще, чем CORBA.
Ice также успешно конкурирует с SOAP. Главными преимуществами Ice в этом является лучшая объектная структура, меньшая нагрузка на сеть и процессор. Причины в том, что SOAP основан на HTTP и XML, в то время как Ice использует бинарный протокол передачи данных.

## Внешние ссылки
- http://www.zeroc.com/ice.html
- ACM Queue article on using ICE in game development
- http://www.freesource.info/wiki/ObzorIce?v=w2k&search=Ice (Перевод главы: Введение в Ice. Источник http://www.zeroc.com/download/Ice/3.2/Ice-3.2.1.pdf)